# Justin Garces
Justin Jordan Garcés (Miami, Florida; 23 de agosto de 2000) es un futbolista estadounidense de ascendencia venezolano que juega como portero y se encuentra sin equipo tras abandonar el Atlanta United de la Major League Soccer.

## Trayectoria

### Inicios
Garces jugó con la academia Atlanta United FC mientras que también apareció para el afiliado de la United Soccer League de Atlanta, Atlanta United 2, durante su temporada inaugural en 2018.
Garcés se comprometió a jugar al fútbol universitario en UCLA a partir de 2018.

### Universidad
Garcés asistió a Universidad de California en Los Ángeles en 2018, y llegó a hacer 57 apariciones para los Bruins a lo largo de cuatro temporadas. En su último año, Garces fue nombrado 2021 Pac-12 All-Conference Second Team.

### Atlanta United
El 10 de enero de 2022, Garcés regresó a Atlanta para firmar un contrato como jugador local con el Atlanta United.

## Vida personal
Garcés nació en Estados Unidos de padre cubano-ecuatoriano y madre venezolana. Mantiene una relación con la ex gimnasta de élite y de la UCLA Norah Flatley desde noviembre de 2018.